# Juan Alfonso Varela de Losada
Juan Alfonso Varela de Losada y Samosa (San Salvador de Brigos, Chantada, 11 de desembre de 1723 - Ferrara, Estats Pontificis, 24 de maig de 1769) fou un laic, fundador de l'Orde dels Penitents de Jesús Natzarè o dels Scalzetti i després sacerdot. Ha estat proclamat venerable per l'Església catòlica.

## Orígens
Procedent d'una família noble, era el més jove dels quatre fills de Juan Eiriz Varela i María Rosa de Cabo de Losada. Als deu anys es traslladà a Monforte de Lemos per estudiar-hi, però fugí degut al maltractament que l'infringia el seu oncle, amb qui vivia.
Arribà a Madrid i s'allistà a la milícia, i anà a campanyes a Ceuta, Velletri i altres llocs, portant una vida de disbauxa, però no suporta la vida militar i desertà. Empresonat a Mallorca, en ésser alliberat es feu servent del majordom del cardenal de Toledo. Acompanyà el cardenat durant un retir per fer exercicis espirituals a Segòvia i, després de sentir un sermó (la tradició parla d'una visió on un crucifix li va parlar), va decidir de retirar-se del món i fer vida religiosa. Anà a Salamanca, descalç i vestit com un frare penitent i, per no ésser destorbat i com a mitjà de penitència, es fingí boig i mut.
En arribar-hi, anà al convent de franciscans observants, on serví fent-hi treballs humils a canvi d'almoina, sense parlar amb ningú. Uns anys abans, la monja clarissa de Salamanca Rosa del Castillo de Jesús Natzarè havia tingut una visió en somnis on se li deia que havia de fundar un orde de frares penitents; en una nova visió, se li revelà que el fundador havia d'ésser Juan Alfonso Varela. El confessor de la monja, el pare Valcárcel, es posà en contacte amb Varela i el posà a prova per veure'n la virtut; mentrestant, vivia al convent dels franciscans, fent-hi penitència i pregària.

## Fundació de l'orde i viatges per difondre-la
En 1751, li comunicà la visió de Rosa del Castillo i Varela, espantat per la responsabilitat de la fundació, fugí, però una nova revelació li feu tornar. Amb l'escrit de la monja on relatava la visió i el que havia sentit, Valera començà a treballar per a la nova fundació, i redactà la regla del nou orde. El 8 de març de 1752, amb vuit companys, començaren a viure en comunitat sota aquesta regla, donant origen, així, a l'Orde dels Frares Penitents de Jesús Natzarè, a Salamanca. Feien una vida molt austera, amb freqüents dejunis i penitències, i feien apostolat, assistència a malalts, predicació i allò que disposessin les autoritats eclesiàstiques a cada lloc.
El 9 d'agost del mateix any anaren a Roma i demanaren al papa Benet XIV l'aprovació de la regla. Un any després, la comunitat havia crescut i ja tenia quatre membres més, però el papa li recomanà que s'integressin en un orde ja existent, ja que volia reduir el nombre d'ordes religiosos i no fundar-ne de nous, tot i que manifestà que la regla era correcta i bona.
Varela anà a Nàpols amb dos dels seus frares, mentre els altres restaven a Roma, en una casa vora la dels Germans de Sant Joan de Déu a Santa Maria la Major. Conegué el cardenal Crescenzi de Ferrara, que el convidà a establir-se a la seva ciutat. Novament a Roma, Varela vivia d'almoines; per enveges, fou difamat i el cardenal Guadagni l'expulsà de la ciutat mentre l'orde no fou aprovat per la Santa Seu. Anà a diversos llocs, intentant establir-hi comunitats: Nàpols, Milà, Alessandria i Brèscia, però no pogué, principalment per l'oposició dels bisbes i altres ordes similars.
Mentrestant, s'havien fundat convents a Viena (1753) Hongria, i en 1757, Varela viatjà a Eger, on un any abans s'havia obert un convent de l'orde, i hi fou ordenat sacerdot pel cardenal Ferenc Baróczky. Des d'allí, intentà que la Santa Seu aprovés l'orde, però es trobà amb què el papa i els bisbes li recomanaven d'integrar-lo en un altre orde ja existents. Després d'obrir algunes comunitats a Hongria, en no ésser reconeguts, el bisbe Eszterházy, en 1767, els obligà a passar a altres ordes o marxar.
Novament a Espanya, fundà un convent a la diòcesi d'Oriola, però l'oposició d'altres ordes l'obligà a marxar-ne. A Portugal fundà tres convents, dels que només subsistí el de Lisboa. A Madrid, el convent estigué obert durant tres anys. A Viterbo, fundà a Monte s. Angelo i anà a Ferrara on, afeblit i malalt, morí el 24 de maig de 1769, amb 45 anys.
Fou sebollit a Santa Croce, després a Sant'Apollinare de Ferrara. L'orde fou finalment aprovat en 1784 per Pius VI.